# 梁熙 (香港)
梁熙（英語：Edward Leung Hei，1985年3月8日－），出生於香港，現任香港立法會議員（香港島東）和民建聯常務執行委員會委員。其父為地產商梁英偉。

## 簡歷
梁熙自小在香港島長大，先後就讀灣仔活道聖若瑟幼稚園及聖若瑟小學，高中畢業於香港李寶椿聯合世界書院。大學畢業於美國南加州大學（工商管理），並為南加州大學香港學生會會長。碩士畢業於清華大學，並榮獲校級優秀畢業生和校級優秀論文獎。2021年，梁熙報名參選香港島東選區立法會議員，並以26,799票當選。

## 軼事

### 爭取西灣河興建地鐵站及自稱服務地區29年
2021年12月9日播出有線電視立法會選舉港島東候選人論壇梁熙表示為西灣河爭取建地鐵，引起網上熱烈討論，之後梁熙解釋是在電視快問快答環節中口誤將小西灣說成西灣河。及後梁熙於競選宣傳品印有：「民建聯」服務地區29年。當時36歲的梁熙再被熱烈討論為七歲童工，而梁熙則辯解稱是指民建聯港島東團隊服務地區29年。選舉過後，形容對手為高質素、「有料」。

### 大陸銀行戶口遭凍結
2022年7月，梁熙透露很多香港人，包括他自己，在大陸的銀行戶口遭到凍結，要求財經事務及庫務局跟進。

## 外部連結
- 「頭號殺手」肺癌主因非吸煙？梁熙盼政府普及肺癌篩查 （页面存档备份，存于）